# ディートマー・キューバウアー
ディートマー・キューバウアー（Dietmar Kühbauer、1971年4月4日 - ）は、オーストリア出身の同国代表サッカー選手、サッカー指導者。ポジションはミッドフィールダー。
長年に渡りスペインとドイツで活躍したMF。

## 経歴
SVマッテルスブルクの育成部門出身。16歳でオーストリア・ブンデスリーガでのデビューを果たし、FCアドミラ・ヴァッカー・メードリングとSKラピード・ウィーンで活躍。リーグ優勝1回、オーストリア・カップ優勝1回、UEFAカップウィナーズカップ準優勝1回などを果たした。
1997年にスペイン・プリメーラ・ディビシオンのレアル・ソシエダで移籍。ベルント・クラウス監督の下、チームの中心選手としてソシエダのワイドサッカーを支えた。
2000年にはドイツ・ブンデスリーガのVfLヴォルフスブルクに移籍。優れたリーダーシップを発揮し、チームの主将に任命された。
そして2002年に古巣のSVマッテルスブルクに復帰。当時エルステリーガ（オーストリア2部）に属していたが、初年度で優勝とオーストリア・ブンデスリーガへの昇格を決める。SVマッテルスブルクのスター選手として長年活躍。2008年夏に現役引退を発表した。
日刊紙「クローネンツァイトゥング」が投票するオーストリア年間最優秀選手賞を最多となる6回受賞。

## 代表歴

### 出場大会
- オーストリア代表
  - 1998 FIFAワールドカップ

### 試合数
- 国際Aマッチ 55試合 5得点（1992年-2005年）[1]

| オーストリア代表 | 国際Aマッチ | 国際Aマッチ |
| 年               | 出場        | 得点        |
| ---------------- | ----------- | ----------- |
| 1992             | 4           | 0           |
| 1993             | 5           | 2           |
| 1994             | 3           | 0           |
| 1995             | 6           | 1           |
| 1996             | 2           | 0           |
| 1997             | 3           | 0           |
| 1998             | 11          | 1           |
| 1999             | 3           | 0           |
| 2000             | 5           | 1           |
| 2001             | 5           | 0           |
| 2002             | 0           | 0           |
| 2003             | 0           | 0           |
| 2004             | 5           | 0           |
| 2005             | 3           | 0           |
| 通算             | 55          | 5           |

## 獲得タイトル
- UEFAカップウィナーズカップ準優勝1回　（1996）
- オーストリア・ブンデスリーガ優勝1回　（1996）
- オーストリア・カップ優勝1回　（1995）